# بنيان

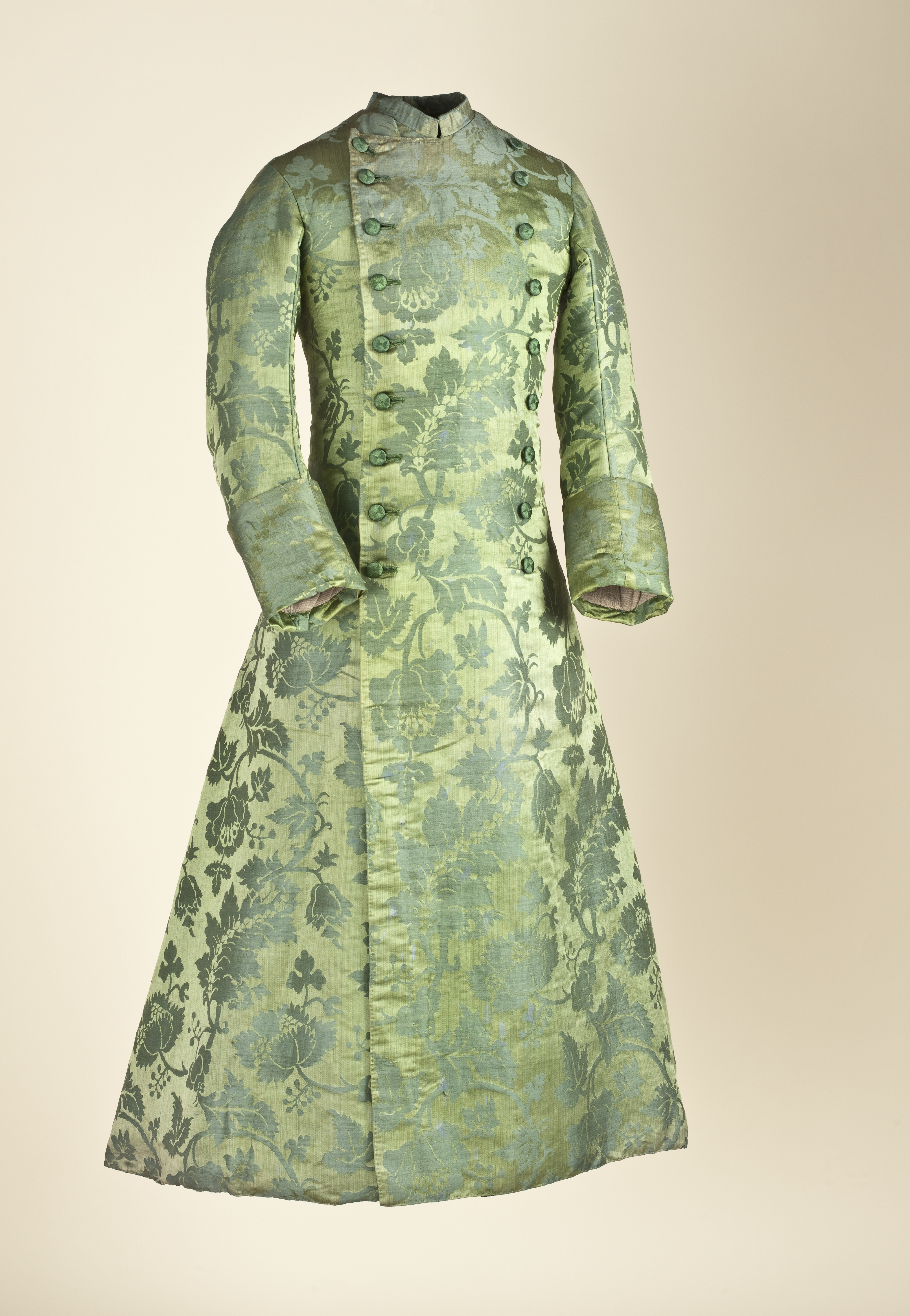
بنيان جاهز بين 1750-1760

البَنيان هو ثوب ارتداه رجال ونساء أوربيون في أواخر القرن السابع عشر والثامن عشر، متأثرًا بالكيمون الياباني جلبته شركة الهند الشرقية الهولندية إلى أوربة في منتصف القرن السابع عشر. تستخدم كلمة بنيان في اللغة الإنجليزية الهندية الحالية وبلدان أُخَر في شبه القارة الهندية لتعني سترة أو قميصًا داخليًا.